# Россиада
«Россиа́да» (рус. дореф. Россіяда) — первая эпическая поэма русской литературы, созданная Михаилом Херасковым по всем канонам классицистского жанра, написанная шестистопным ямбом. Имеет огромный объём: 12 песен, более 10 000 стихов. Сюжет посвящён взятию Казани русскими войсками Ивана Грозного в 1552 году. Поэма написана в Петербурге и Москве в 1771—1778 годах, опубликована отдельным изданием в 1779 году в типографии Н. И. Новикова. Была включена в состав собрания сочинений М. Хераскова (1796—1803 и 1807—1812 годов), вошла в программу гимназического образования, после 1895 года в целостном виде не переиздавалась. Эпопеи, продолжавшие традиции «Россиады» и написанные в подражание ей, выходили вплоть до конца 1830-х годов.

## Концепция создания
Современники и первое поколение потомков Хераскова воспринимали его в первую очередь как создателя национальных эпических поэм. По словам Д. Благого, создание героической эпопеи было важной задачей Кантемира и Ломоносова, но им так и не удалось реализовать её, так же как и Сумарокову. Тем самым Херасков завершил формирование классицистической литературы в России. Классицизм и просвещённый абсолютизм, по В. М. Живову, исходили из общих идей национальной регламентации и прогресса, которые должны были преобразить мир, избавив его от братоубийства, страха и суеверий. Поэтому главным предметом философских рефлексий и поэтического восторга было государство, представлявшееся распорядителем космической гармонии на земле. Благоденствие и победы монарха, заключение союзов и договоров были также важнейшей философской и литературной темой. Прогресс государства воспринимался одновременно и как прогресс разума и просвещения, как высшее выражение универсального принципа, составляющего общее достояние.

Именно поэтому «государственная поэзия» — столь утомительные для позднейшего читателя «Генриады» и «Петриды», равно как и бесчисленные оды на коронацию, тезоименитство или взятие очередной крепости, — отождествлялась с поэзией философской, оказывалась единственно достойным поприщем мыслящего поэта или во всяком случае вершиной его творчества.
Под влиянием успеха своей первой эпопеи — «Чесменского боя» (1771) — Херасков взялся за грандиозный по объёму труд, на завершение которого ему потребовалось около восьми лет. Первое издание «Россиады» вышло в свет в 1779 году, но в дальнейшем автор продолжал от издания к изданию работать над текстом. Впечатление, произведённое огромной (12 песен в 10 000 стихов) поэмой, Д. Благой образно сравнивал со значением для второй половины XIX века и далее толстовских «Войны и мира», одним из предшественников которых и являлся Херасков. В год выпуска эпопеи Державин опубликовал стихотворение «Ключ», в котором сразу назвал Хераскова «Творцом бессмертной „Россиады“», и даже полвека спустя гиперкритически настроенный Белинский описывал почти благоговейное почтение к главному произведению Михаила Матвеевича. Причины популярности «Россиады» вскрыл тот же Белинский: русская литература ещё не имела своей героической поэмы, которая по канону классицизма была обязательным признаком зрелой национальной словесности. В античной литературе существовали «Илиада», «Одиссея» и «Энеида» — универсальные и недосягаемые эталоны, Франция имела «Генриаду» Вольтера, Италия — «Освобождённый Иерусалим» Тассо, Португалия — «Лузиаду» Камоэнса, британцы — «Потерянный рай» Мильтона, и т. д.

## Сюжет
Согласно литературной теории классицизма, основу эпопеи должно составлять крупное событие национальной истории, после которого страна начинает высший этап своей государственности. Такое событие Сумароков видел в Куликовской битве, Кантемир и Ломоносов — в преобразовании России Петром I. Херасков выбрал сюжетом своей поэмы завоевание Иваном IV Казани, что он считал датой окончательного освобождения России от татаро-монгольского ига. В поэме играл большую роль элемент чудесного, однако взамен предписанных Буало античных богов Херасков воспользовался опытом Вольтера и школьными рекомендациями Феофана Прокоповича. В его эпопее действуют Бог, православные святые, Магомет, персидский «чародей» Нигрин, «несомый драконами», и множество аллегорий (Безбожие, Корыстолюбие, Злоба, Стыд), и т. д. Примечательно чередование в структуре поэмы героических и романтических эпизодов, а именно — линия безнадёжной любви казанской царицы Сумбеки к таврийскому князю Осману, история персиянки Рамиды и «горевших к ней равным пламенем любви» трёх богатырей. Тем самым эпос Хераскова сочетал признаки европейской рыцарской поэмы и любовно-авантюрного романа.
В освещении фактов Херасков опирался на исторические источники, главным образом на «Казанский летописец», однако идейная концепция поэмы принадлежала автору. Эпопея преследовала воспитательную цель, на что Херасков прямо обращал внимание читателей в предисловии: она должна была научить любить родину и удивляться подвигам предков. «Россиада» вышла в свет после первой русско-турецкой войны и незадолго до присоединения Крыма, поэтому читатели также восприняли поэму как политически своевременную. Описывая разложение в среде казанских руководителей, Херасков косвенным образом критиковал русские придворные круги во главе с императрицей; напротив, идеальный государь Иоанн IV не подвластен любовному дурману, губительному для женщин-правительниц, приближающих к себе фаворитов. Противопоставление утопии и действительности обосновывало необходимость «татарских» песен «Россиады», которые критиковал Алексей Мерзляков.
Вторым планом в «Россиаде» шла политическая линия о долге правителя перед отечеством. Поэтому поэма начинается с показа морального падения молодого Иоанна и несчастий страны, за что его укоряет «Небесный посол»; Херасков подробно расписывал нужду и страдания рядовых воинов и требует от царя и полководцев разделить их, настаивая на близком общении правителя и подданных. Однако в основном Иоанн показан как идеальный монарх, черты которого проецируются на современность. Одним из главных героев поэмы является Курбский. Выбор героев раскрывал идеологический посыл Хераскова: отношения Курбского и Ивана прямо соотносятся с позициями Я. М. Долгорукого, защищавшего перед Петром I право дворянства на оппозицию. Одобряя Курбского, Херасков исподволь осуждает политику упрочения неограниченной самодержавной власти. Точно также Херасков симпатизирует «угнетённым» боярским родам и возвеличивает пустынника Вассиана, жертву «первой знаменитей боярской опалы». Василия Шуйского Херасков также изображает вполне сочувственно, что Л. Кулакова охарактеризовала как «феодальную и фрондёрскую» симпатию.

## Поэтика «Россиады»
«Россиада» была написана александрийским стихом — шестистопным ямбом, и слог автора отличался торжественной важностью «высокого штиля», вбиравшего в свой состав много славянских слов и выражений. Стиль её «правилен» и громоздок, и весь её текст несёт характерные особенности эстетики классицизма, включая выбор темы, рационалистически-схематическую обрисовку образов. Традиционное для эпопеи вступление долгие годы заучивалось гимназистами наизусть (I, 1—6):
Пою от варваров Россию свобожденну,

Попранну власть татар и гордость низложенну,

Движенье древних сил, труды, кроваву брань,

России торжество, разрушенну Казань.

Из круга сих времян спокойных лет начало.

Как светлая заря, в России воссияло.
Художественные приёмы Хераскова стали хрестоматийными для русского классицизма. Так, в соответствии со своими эстетическими представлениями вместо портрета героя, поэт приводит обширное перечисление его моральных качеств (Адашев), а иногда характер героя подчёркивается указанием на его поступки и внешний облик, как описан князь Курбский, требующий освобождения Казани от татарского владычества. Столь же условными были картины природы, вводимые в поэму, они, скорее, носят аллегорический характер, имея вид обобщения. Таким было описание зимы из XII песни, также включённое в школьную программу Российской империи (XII, 8—16 и 27—32):
Там царствует Зима, снедающая годы.

Сия жестокая других времян сестра

Покрыта сединой, проворна и бодра;

Соперница весны, и осени, и лета,

Из снега сотканной порфирою одета;

Виссоном служат ей замерзлые пары́;

Престол имеет вид алмазныя горы;

Великие столпы, из льда сооруженны,

Сребристый мещут блеск, лучами озаренны…

Единый трепет, дрожь и знобы жизнь имеют;

Гуляют инеи, зефиры там немеют,

Мятели вьются вкруг и производят бег,

Морозы царствуют на место летних нег;

Развалины градов там льды изображают,

Единым видом кровь которы застужают…
В некоторых случаях Херасков прямо заимствовал элементы западных эпопей. Описание казанского леса сделано по образцу очарованного леса в «Освобождённом Иерусалиме»; пророчество Вассиана, показывающего Иоанну в видении судьбу России, напоминает схождение Энея в ад («Энеида») и сновидение Генриха IV в «Генриаде»; традиционен и ад, в котором мучаются нечестивые казанские ханы. В образе казанской царицы Сумбеки переплетены черты вергилиевской Дидоны и отчасти соблазнительницы Армиды из «Освобождённого Иерусалима».

## «Россиада» и христианство
На рубеже XX—XXI веков исследователи поставили проблему религиозно-философской основы эпоса Хераскова. В диссертации П. А. Давыдова 1999 года «Религиозно-философские поэмы М. М. Хераскова» (ИМЛИ РАН) доказывалось, что масонские взгляды Хераскова были вполне совместимы с православием и тесно связаны с ним. Однако «Россиада» специально не рассматривалась в этой работе. В своей статье 2005 года эту линию — уже специально на материале «Россиады» — продолжил А. И. Любжин. Он отметил сложность выявления смысловых слоёв херасковской эпопеи, которая, во-первых, встроена в античную и новоевропейскую традицию героического эпоса, а, во-вторых, источником христианских мотивов в его труде вполне могли являться его западные прототипы. Важнейшим источником Хераскова был «Освобождённый Иерусалим» Тассо, который имеет отчётливо контрреформационный посыл и написан с прокатолических позиций; равно и Вольтер, бичующий со страниц «Генриады» фанатизм и политику римской курии, не критиковал там Римскую церковь и католицизм как таковые. Абсолютное большинство библейских образов в «Россиаде» заимствованы из эпопей Тассо и Вольтера, аллюзии на Священное Писание относительно немногочисленны.
А. Ф. Мерзляков в цикле статей о «Россиаде» 1815 года критиковал Хераскова за то, что тот безразлично пользовался христианской и языческой атрибутикой. Причины этого вскрыл А. Н. Соколов в своей диссертации 1948 года. Он показал, что в «Россиаде» действуют разнообразные силы христианской религии. Исходным моментом действия является Божественная воля, передаваемая через небесного посланника, небесные повеления и внушения жителям Земли в дальнейшем являются постоянным лейтмотивом: в нужный момент небо отверзается или герой восхищается духом в Царство Небесное. Постоянно разным персонажам посылаются видения, а в бою принимают участие небесные помощники. Десница Господня незримо, а иногда и явно присутствует на исторической авансцене. Напротив, задействованные нехристианские силы, действующие в поэме, объединены языческой их природой; это относится и к магометанству. Безбожие и магометанство прямо отождествлялись Херасковым в VIII песне «Россиады». Это не помешало наделить царицу Сумбеки собственным ангелом-хранителем, который спасает её от предательства, позволяет выжить в войне и приводит к крещению.
А. И. Любжин отмечал, что христианизация эпической формы в «Россиаде» очень глубока, а цитирование и реминисценции на Писание представляют собой не самый значимый её аспект. Ещё с античности важной частью эпоса — в том числе у Гомера и Вергилия — является описание рая (Элизия) и ада (Тартара), которые в «Энеиде» являются воздаянием за подвиги и преступления земной жизни. Херасков в этом плане пошёл на смелый эксперимент, разделив видения ада (конец IV песни) и пророческое восхождение на небеса (вторая половина VIII песни). Это позволило сильнее подчеркнуть основной контраст эпопеи: ад связан с прошлым — гордыней и насилием, погубившими Казанское царство, рай — это устремлённость в будущее христианских добродетелей, которые обеспечили победу России и её величие. Библейские реминисценции сопровождают и апофеоз Екатерины II в VIII песни (VIII, 781—788):
ЕКАТЕРИНА век Астреин возвратит;

Что в мыслях Пётр имел, то делом совершит;

От гордых пирамид и титлов отречётся,

Но Матерью Она сердцами наречётся;

Прибежищем Она народам будет всем:

Приидут к ней Цари, как в древний Вифлием,

Не злато расточать, не зданиям дивиться

Приидут к ней Цари, но царствовать учиться.
А. Любжин отметил, что здесь М. Херасков задействовал два сюжета одновременно: во-первых, это намёк на царицу Савскую, пришедшую издалека припасть к мудрости Соломоновой (3 Цар. 10), и, во-вторых, евангельская ссылка на это событие (Мф. 12:42), прямо указывающая на поклонение волхвов. Сопоставление царствующего монарха с божеством — характерная черта эпопеи XVIII века, не вызывавшая возмущения современников.
В «Россиаде» имеются прямые заимствования из «Энеиды»: вторая книга посвящена посещению царём и Адашевым Троице-Сергиевого монастыря; оно напрямую перекликается с посещением Энеем Сивиллы и дворца Пика. Это приводит к несообразностям с точки зрения христианской практики: на стенах монастырской церкви изображены русские князья-полководцы, в том числе язычник Святослав. Однако переход от победного пророчества I песни, составлявшего там самостоятельный эпизод, к посещению обители — является важным элементом христианизации наследия Вергилия. Старец Вассиан в этом контексте имеет другой источник — его прототипом является отшельник из «Генриады», который предсказывает Генриху Наваррскому возвращение в лоно Римской церкви. Роль Вассиана в «Россиаде», впрочем, более значительна, ему посвящены два самостоятельных эпизода.

## Влияние на литературу
Поэма получила благодарные отзывы у современников, была популярна, и Хераскова даже именовали «русским Гомером». Поэма была переведена на несколько иностранных языков, в частности, итальянский перевод был сделан тогдашним итальянским послом Муцио да Гаэта.
Согласно биографическим запискам Ю. В. Лебедева об Иване Сергеевиче Тургеневе, поэма «Россиада» оказала большое влияние на становление Тургенева именно как писателя. Он так описывает знакомство Тургенева с поэмой:

Верным другом тургеневского детства оказался упоминаемый в письме дворовый человек Леонтий Серебряков, знаток и ценитель русского языка, доморощенный актёр и поэт. Ему досталась во время ночного набега на спасскую библиотеку «Россиада» Хераскова. С этой «Россиады» все и началось.
 Своё восхищение поэмой Тургенев позднее описывал в повести «Пунин и Бабурин».
В 1810-е годы начались споры вокруг «Россиады» — если в 1812 году Пётр Победоносцев опубликовал восторженную статью, то к 1815 году тон изменился: Алексей Мерзляков представил доброжелательный разбор эпопеи; ему противостояла резко критическая статья Павла Строева «Современный наблюдатель российской словесности», где он проанализировал поэму с точки зрения канонов классицизма и предпочтение отдал иным поэмам, предшественницам «Россиады», а сам предмет повествования (взятие Казани) признал недостойным эпической поэмы.
Молодой Пушкин писал Вяземскому в 1816 году:

Но целый год ещё плюсов, минусов, прав, налогов, высокого, прекрасного!.. целый год ещё дремать перед кафедрой… это ужасно. Право, с радостью согласился бы я двенадцать раз перечитать все 12 песен пресловутой «Россиады», даже с присовокупленьем к тому и премудрой критики Мерзлякова, с тем только, чтобы граф Разумовский сократил время моего заточенья.— 27 марта 1816 г.
В 1821 году П. А. Вяземский в письме к Александру Тургеневу назвал славу Хераскова «торжеством посредственности», на что Тургенев ответил, что «Хераскова мы уже привыкли уважать, и справедливо». Несмотря на это отношение,
эпические поэмы, продолжавшие традиции «Россиады» и «Владимира», выходили почти до конца 1830-х годов: «Освобождённая Москва» Александра Волкова (1820), «Суворов» Александра Степанова (1821), «Дмитрий Донской, или Начало российского величия» Александра Орлова (1827), «Александроида» Павла Свечина (1827—1828), «Александр I, или Поражение двадесяти язык» Александра Орлова (1828). Наконец, в 1836 году Дмитрий Кашкин выпустил первый том поэмы «Александриада», описывающей спасение России от войск Наполеона I. Завершение этого процесса — то есть «падение литературной славы Хераскова» (по выражению Александра Западова) — было описано Виссарионом Белинским в ряде критических статей. Поэмы Хераскова Белинский называл «длинными и скучными», а самого автора аттестовал так: «Херасков был человек добрый, умный, благонамеренный и, по своему времени, отличный версификатор, но решительно не поэт».
После 1840-х годов критики утратили интерес к Хераскову, из его произведений продолжала перепечатываться почти исключительно «Россиада», дважды увидевшая свет целиком в 1893 и 1895 годах. Среди избранных творений Хераскова, опубликованных в большой серии «Библиотеки поэта» в 1961 году, были переизданы 1-я, 10 и 12-я песни «Россиады».

## Комментарии
1. ↑  Авторским названием эпопеи было «Россияда», как следует из его «Взгляда на эпические поэмы», Херасков называл «Илиаду» — «Илиядой», равно как «Генриаду» Вольтера — «Ганриядой»[1]. В предисловии к школьному переизданию «Россиады» 1895 года особо упоминается, что орфография и пунктуация текстов Хераскова весьма своеобразны; это своеобразие было исправлено в пользу изменившихся норм[2]. В пособии по русскому правописанию Якова Грота (издание 1885 года) норма описывалась следующим образом: «Для единообразия следует писать я только в окончании ия, внутри же таких имён с заимствованными из других языков суффиксами всегда употреблять а» (Грот Я. К. Русское правописание: Руководство, сост. по поручению 2-го Отд-ния акад. наук. — 2-е изд.. — СПб.: Тип. Академии наук, 1885. — С. 77.). В «Словаре литературных терминов» 1925 года весь ряд эпических поэм выглядит следующим образом: «Илиада», «Франсиада», «Лузиада», «Генриада», «Россиада», «Мессиада» (Богоявленский, Л. Поэма // Литературная энциклопедия: Словарь литературных терминов: В 2-х т.. — М.; Л.: Изд-во Л. Д. Френкель, 1925. — Стб. 629—633.).

## Издания
- Творения М. Хераскова : Вновь исправленныя и дополненныя. Часть I. Россияда, поэма эпическая. — Москва: Унив. тип. у Хр. Ридигера и Хр. Клаудия, 1796. — 340 с.
- Херасков М. М. Россиада : Поэма в 12-ти песнях. — СПб. : И. Глазунов, 1895. — VI, 288 с. — (Русская классная библиотека, изд. под редакцией А. Н. Чудинова: Пособие при изучении русской литературы; Вып. 20).
- Херасков М. М. Россиада. Поэма эпическая // Избранные произведения / Сост., вступ. статья и комм. А. В. Западова. — М.—Л. : Советский писатель, 1961. — С. 177—238. — 410 с. — (Библиотека поэта; Большая серия).